# Synstellicola acanthasteris
Synstellicola acanthasteris is een eenoogkreeftjessoort uit de familie van de Lichomolgidae. De wetenschappelijke naam van de soort is voor het eerst geldig gepubliceerd in 1970 door Humes.